# Björn Melander
Björn Christer Alfons Melander, född 10 juli 1944 i Engelbrekts församling, Stockholm, är en svensk regissör, manusförfattare och skådespelare.

## Karriär
Björn Melander utbildades vid Scenskolan i Göteborg 1966-1969, och var först verksam som skådespelare vid Göteborgs stadsteater och övergick efterhand alltmer till att regissera. Hans genombrott som regissör var i Göteborg med Eugene O'Neills Lång dags färd mot natt 1977 och han satte där även upp bland annat dramer av August Strindberg, Franz Xaver Kroetz, Arthur Millers Häxjakten och Alla mina söner och Lars Noréns Natten är dagens mor och Kaos är granne med Gud. De sistnämnda överfördes också till TV (SVT) 1984 tillsammans med den tredje delen i Noréns uppväxtbaserade familjetrilogi Modet att döda (1980). Natten är dagens mor satte han även upp på Dramaten hösten 2011. Genom åren har han kommit att iscensätta ett flertal verk av Lars Norén på scen och TV, såsom Och ge oss skuggorna (1993), Tiden är vårt hem, Komedianter (1987), samt Personkrets 3:1 på Det Norske Teatret i Oslo (1999).
Han har sedermera regisserat på ett flertal teatrar såsom Dramaten, Folkteatern i Göteborg, Folkteatern i Sverige, TV-teatern, Riksteatern, Wermland Opera, Gävle Folkteater, Helsingborgs stadsteater, Regionteatern Blekinge Kronoberg i Växjö och Borås stadsteater. Hans första uppsättning på Dramaten var Edward Bonds Sommar (1986), som sedan följts av en lång rad, förutom Norën, Edward Albees Tre långa kvinnor (1995), Arthur Millers Den siste yankeen (1996) och Alla mina söner (1997), pjäsen Master Class med Margaretha Krook som Maria Callas (1997) och Duett för en (2011). Bland uppsättningar på andra scener märks till exempel Henrik Ibsens Ett dockhem och Krossat glas i Växjö och Tennessee Williams Katt på hett plåttak på Folkteatern i Göteborg, båda 1998, Angels in America i Borås och Tintomara i Gävle.
Bland hans många TV-föreställningar kan även nämnas, utöver Noréns dramer, Willy Russells Timmarna med Rita (1988), Pam Gems Drottning Kristina med Lena Nyman (1981), serien Guldburen (1991), Anton Tjechovs Måsen (1988) och Onkel Vanja (1994), (från Helsingborgs stadsteater) Tills döden skiljer oss åt (2010).
Våren 2000 debuterade Björn Melander som operaregissör på Värmlandsoperan med publiksuccén Tosca och fortsatte där sedan (också på TV) med Fidelio (2001) och En herrgårdssägen (2004).
I januari 2009 hoppade han av uppsättningen av Lars Noréns Om detta är en människa på Helsingborgs stadsteater i protest mot de israeliska bombningarna av Gazaremsan. Pjäsen handlar om judiska levnadsöden i Nazityskland, och de känslomässiga påfrestningarna av den svårlösta fortlöpande konflikten blev för stora för att han skulle orka fortsätta arbetet vid den tiden.

## Teater

### Regi (ej komplett)
| År   | Produktion                         | Upphovsmän                                  | Teater                              |
| ---- | ---------------------------------- | ------------------------------------------- | ----------------------------------- |
| 1981 | Fröken Julie                       | August Strindberg                           | Göteborgs stadsteater               |
| 1983 | Natten är dagens mor               | Lars Norén                                  | Göteborgs stadsteater               |
| 1983 | Kaos är granne med Gud             | Lars Norén                                  | Göteborgs stadsteater               |
| 1984 | Go' natt, mor 'night, Mother       | Marsha Norman Översättning Gunilla Anderman | Stockholms stadsteater              |
| 1989 | Efter föreställningen              | Bengt Bratt, Roland Jansson                 | Folkteatern i Sverige Södra Teatern |
| 1991 | Och ge oss skuggorna               | Lars Norén                                  | Dramaten                            |
| 1992 | Tiden är vårt hem                  | Lars Norén                                  | Dramaten                            |
| 1995 | Tre långa kvinnor Three Tall Women | Edward Albee                                | Dramaten                            |
| 1997 | Masterclass                        | Terrence McNally                            | Dramaten                            |
| 1997 | Alla mina söner All my sons        | Arthur Miller                               | Dramaten                            |
| 1998 | De saknade                         | Lars Norén                                  | Stockholms stadsteater              |
| 2004 | Skuggbiografier                    | Lars Norén                                  | Teater Västmanland                  |
| 2005 | Balansgång A Delicate Balance      | Edward Albee Översättning Sven Barthel      | Stockholms stadsteater              |
| 2007 | Alla mina söner (All my sons )     | Arthur Miller                               | Teater Västmanland                  |
| 2007 | Angels in America                  | Tony Kushner                                | Borås stadsteater                   |
| 2008 | Vildanden                          | Henrik Ibsen                                | Borås stadsteater                   |
| 2011 | Natten är dagens mor               | Lars Norén                                  | Dramaten                            |